# Baydam
Baydam är en kommun i departementet Sélibabi i Mauretanien. Kommunen har en yta på 888,5 km2, och den hade 13 430 invånare år 2013.